# Romário
Romário de Souza Faria známý jako Romário (* 29. ledna 1966, Rio de Janeiro) je bývalý brazilský fotbalista. Během své kariéry hrál mimo jiné za CR Vasco da Gama, PSV Eindhoven či FC Barcelona. Byl členem brazilské reprezentace, která v roce 1994 získala titul mistrů světa.

## Klubová kariéra

### Vasco da Gama
Romário se, jak už je u skvělých brazilských fotbalistů tradiční, narodil a vyrůstal v prostředí, z jehož chudoby je jedinou únikovou cestou právě fotbal. Kopával za malý klub Olaria, ale když v jednom z utkání nasázel čtyři góly týmu CR Vasco da Gama, měl o angažmá postaráno. Právě „Vascão“ se stalo jeho osudovým klubem, kam se během své kariéry opakovaně vracel a kde ji taky slavně zakončil.
Ve Vascu se mezi lety 1985–1988 setkal s již tehdy legendárním Roberto Dinamitem, od kterého se toho spoustu naučil, což dokládá statistika osmdesáti nasázených gólů ve 125 zápasech. Díky skvělé střelecké bilanci a výkonech na Olympijských hrách v Soulu se o něj začala ucházet řada evropských velkoklubů, přičemž nejrychlejší v jednáních byl PSV Eindhoven, tehdy úřadující vítěz PMEZ a držitel treblu.

### PSV Eindhoven
Za pět let v Eindhovenu často vypadal, že má nadváhu, nezřídka byl zraněn a spory se spoluhráči také nebyly výjimkou. „Měli by mít ústa zavřená, šetřit dech pro běh a nechat fotbal a skórování mně,“ nechal se slyšet, když mu spoluhráči přes média vyčítali nízkou tréninkovou morálku. Romário si skutečně s tréninkem hlavu nelámal, když ho už měl dost, sedl na letadlo a odletěl do rodného Ria – někdy se ani neobtěžoval požádat o svolení.
„Slon je také nejtlustší, ale při požáru je první z lesa venku,“ odpovídal kritikům. Z Romáriovy gólové potence těžil pochopitelně celý tým, PSV se stalo třikrát mistrem Nizozemska a dvakrát zvedlo nad hlavu nizozemský pohár. Roku 1990 se Romário stal nejlepším střelcem Poháru mistrů evropských zemí, Eindhoven tehdy došel až do čtvrtfinále. Není se co divit, že byl prvním hráčem, jehož PSV uvedlo do své síně slávy.

### FC Barcelona
V roce 1993 přišla doba na největší přestup kariéry – do barcelonského Dream teamu si ho vybral Johan Cruijff. Jak jinak než sebevědomý Romário ihned po příchodu ohlásil počet ligových gólů, které v následující sezóně vstřelí – mělo jich být přesně třicet. Jak slíbil, tak se stalo.
V „evropském Riu“ se cítil jako ryba ve vodě. Hubenější, koncentrovanější… nejlepší. Sezóna 1993–1994 se skutečně dá hodnotit jako jeho vůbec nejúspěšnější a publikum na Nou Campu mělo onu čest vidět jednoho z největších kanonýrů historie v perfektní formě. V dresu Blaugranas si připsal pět hattricků včetně toho nejslavnějšího – v domácím zápase proti Realu Madrid.
Baixinho údajně strávil celou noc před Clásicem v barech a před srazem týmu se ani neobtěžoval zastavit se doma. Těžko mu to však kdy bude někdo vyčítat. Ve 24. minutě si zády k bráně vyžádal pas od Guardioly, slavnou kličkou „Cola de vaca“ se dostal přes reprezentačního obránce Alkortu a poslal Barcelonu do vedení. Tento gól se pravidelně objevuje ve výběrech nejlepších gólů v historii katalánského velkoklubu. Dodnes se ve Španělsku traduje, že Alkorta ještě stále hledá, kam mu Romário utekl. Od brazilského automatu na góly to však nebylo vše, míč dostal za záda obrany Merengues ještě dvakrát a navíc přidal jednu asistenci.
Romário si ani v „Can Barca“ nedělal s tréninky starosti, pozdě chodil takřka pravidelně, přičemž dostával pokuty vždy za každých deset zmeškaných minut. „Vyhraji Mistrovství světa a na pokuty bude peněz dost,“ prohlašoval tehdy. Během této sezóny unesli Romáriovi otce, osvobodit se ho policii podařilo s pomocí brazilské mafie, jejíž členové byli velkými fanoušky fotbalu a navíc se řada z nich s Romáriem osobně znala… Ten se díky tomu mohl již po šesti dnech znovu soustředit na fotbal a Barca v dramatickém posledním kole získala titul, Romário byl zvolen nejlepším hráčem Primera división, jedinou kaňkou tak bylo prohrané finále Ligy mistrů proti AC Milán. Za své excelentní výkony v klubu i reprezentaci si odnesl cenu FIFA pro nejlepšího hráče světa za rok 1994.

### Flamengo
Po veleúspěšném Mistrovství světa 1994 se stal v Brazílii legendou a začalo se mu po rodné zemi stýskat. Když se k tomu přičetly rostoucí spory s trenérem Cruijffem, bylo jasné, že Romáriova etapa v Evropě bude na určitou dobu přerušena. Nevrátil se však do Vasco da Gama, ale do konkurenčního Flamenga. Ve 105 utkáních zaznamenal 91 gólů a znovu neodolal lákání Španělska, tentokráte Valencie, kde však kvůli hádkám s koučem Aragonésem a spoustě zranění odehrál jen zlomek zápasů a až do roku 1998 válel za Flamengo.

### Vasco da Gama (návrat)
Po největším zklamání kariéry, které představovala neúčast na MS 1998, se vrátil do milovaného Vasca. I když dávno po třicítce, Romário byl ve vápně stále nezastavitelný. Jestliže často platí, že druhá angažmá nebývají ideální, v tomto případě šlo o pravý opak. Ve 34 letech byl nejlepším střelcem ligy, některé deníky ho zvolily do ideální jedenáctky světa. S dalším brazilským bouřlivákem Edmundem smetli Manchester United na Mistrovství světa klubů. Ve Vascu zůstal až do roku 2002, za tu dobu dal ve 112 utkáních 106 gólů.

### Fluminense
V roce 2002 ukončil reprezentační kariéru, na klubové úrovni však stále měl dostatek střeleckého prachu – ve Fluminese stihl (nadvakrát) v 62 utkáních vstřelit 36 gólů a rozhodl se, že zkusí nějaké exotické angažmá. V Kataru se mu však vůbec nelíbilo, a tak znovu spojil svůj osud s Vasco da Gama, kde se ve 40 letech stal nejlepším střelcem brazilské ligy. Bylo to již počtrnácté, co se mu podobný počin v nejvyšších soutěžích povedl, což je historický rekord. Druhý Josef Bican se nejlepším střelcem stal dvanáctkrát, třetí Pelé „pouze“ jedenáctkrát.

### 1000 gólů
Na sklonku kariéry si zahrál na Mistrovství světa v plážovém fotbale a poté vyhlásil útok na hranici tisíc vstřelených gólů, kterou před ním pokořil pouze Pelé a kterou si, jako ambiciózní mladík vytyčil před více než dvaceti lety. Po vzoru Pelého přestoupil na krátkou dobu do USA, kde se stal nejlepším USL, pak následovala kratičká štace v Austrálii. U protinožců vsítil další legendární gól – gól v soutěžních zápasech číslo 766, čímž se dostal v historické tabulce před Pelého.
Podle vlastních počtů už byl jen pár zásahů od tisícího gólu. Znovu se tedy vrátil do Vasca, aby oné mety dosáhl v barvách klubu, kde začínal. Zastavil se na čísle 999, ale několikrát vyprodaný magický stadión Maracaná se ne a ne dočkat. Baixinho proto zvolil domácí stánek Vasca a legendární moment konečně přišel z penalty 20. května 2007 proti Sport Club de Recife. Jakmile míč doplachtil do sítě, přestalo se na dlouhé desítky minut hrát, celý stadión oslavoval a Romário dával rozhovory desítkám dychtivých novinářů. Znovu byl králem. Otázka tisícého gólu je dodnes mnohými zpochybňována, organizace FIFA Romáriovi oficiálně pogratulovala, nicméně doplnila, že dle jejich záznamů má 930 branek.

### Konec kariéry
Obecně se očekávalo, jako už několikrát, že po vstřelení tisícího gólu ukončí kariéru. Ovšem láska k fotbalu byla stále příliš silná, a tak ještě pár měsíců zůstal. Statut Romária jako skutečné ikony potvrdily dny následující, kdy byl jmenován hrajícím trenérem v zápase, ve kterém Vasco dovedl k ceněné výhře 1:0 (i když ta na postup nestačila).
Po dosáhnutí takřka všeho, po čem toužil, ukončil kariéru 15. dubna 2008 slovy „Už je konec. Má doba je pryč.“

## Reprezentace
Romário vždy cítil velkou lásku k reprezentačním barvám. V roce 1988 se stal nejlepším střelcem Olympijských her v Soulu, kde poprvé vytvořil legendární duo s útočníkem Bebetem, a jen o rok později zazářil i na Copa América. Brazilci toho času čekali neskutečných 50 let na kontinentální triumf a byl to právě Romário, který vsítil jedinou branku ve finále proti Uruguayi (oficiálně se nejednalo o finálový zápas, šlo o poslední utkání finálové skupiny, jelikož však byla Brazílie s Uruguayí na čele tabulky, bere se toto střetnutí za finálové).
Na MS 1990 se Baixinho pořádné šance nedočkal a podobné to mohlo dopadnout i o čtyři roky později. Po jednom ze zápasů, jež pouze proseděl na lavičce, Romário prohlásil, že necestoval přes celý svět, aby se díval, jak ostatní hrají. Trenér Parreira ho následně vyřadil z týmu. Jenže bez Romária byli Brazilci bezradní a vážně hrozilo, že se poprvé v historii neprobojují na závěrečný turnaj – v posledním utkání proti Uruguayi museli uspět, porážka by byla národní tragédií. Parreira odhodil pýchu stranou a Baixinho v zápase o bytí a nebytí poslal dvěma brankami kanárky do USA.
Pro celou zemi to mělo obrovský význam, země posedlá fotbalem nezískala titul 24 let a tlak byl každým dalším šampionátem větší a větší. Před šampionátem navíc tragicky zahynul Ayrton Senna a zklíčená Brazílie nutně potřebovala úspěch, nového hrdinu, který by pozvedl náladu národa. Měl jim být právě Romário.
Na MS ve Spojených státech byl nezastavitelný, krom jediné měl podíl na všech brankách Brazilců na turnaji. Skóroval v každém utkání ve skupině, zářil i ve vyřazovací části a dovedl Brazilce k prvnímu titulu bez Pelého. Skvěle si rozuměl s kolegou Bebetem, i když kolovaly zprávy o vzájemném nepřátelství.
Rok 1997 byl ve znamení dalších úspěchů v národním dresu. S Ronaldem vytvořili dechberoucí „Ro-Ro attack“, jehož sílu dokazuje například utkání proti Austrálii, kde oba dali hattrick. Brazílie v onom roce vyhrála Copa América i Konfederační pohár, kde se Romário v 31 letech stal nejlepším střelcem. Zdálo se, že Mistrovství světa 1998 bude pro kanárky spanilou jízdou. Tehdy přišla jedna z nejnešťastnějších chvil v Romáriově kariéře. Zranil se a i když tvrdě dřel a stihl se dát do pořádku, trenéři Zagallo se Zicem ho kvůli osobním sporům nenominovali. Po finálové porážce se však opomenutí Romária stalo neodpustitelným.
Sám Baixinho to těžce nesl, jeho slzy při tiskové konferenci rozčílily věrné fanoušky. Trenérům se „pomstil“ po svém, když jejich karikaturu umístil na toalety svého baru, za což později musel zaplatit tučnou pokutu.
V kvalifikaci na Mistrovství světa 2002 se Brazílie znovu ocitla v úzkých a znovu byl na záchranu povolán 35letý Romário. Přestože odehrál jen polovinu zápasů, byl třetím nejlepším střelcem celé jihoamerické kvalifikace, co se týče průměru branek na zápas, tím vůbec nejlepším a svou rodnou zem znovu vytáhl z problémů. Tehdejší trenér Scolari však pro zkušeného útočníka v nominaci na závěrečný turnaj místo nenašel. V Brazílii se na protest konaly demonstrace, ale velmi silný celek se třemi „R“ (Rivaldo, Ronaldo, Ronaldinho) na rozdíl od roku 98 uspěl.
Reprezentační kariéru završil Romário v rozlučkovém utkání proti Guatemale 27.4.2005, v němž nastoupili hráči z MS 1994. Samozřejmě vstřelil gól, jeho celková reprezentační bilance činí 56 gólů v 74 utkáních.

## Rekordy a uznání ve světě
Romário je nejlepším střelcem v historii nejvyšších ligových soutěží, stejně tak drží první pozici v počtu ocenění pro nejlepšího střelce ligy, když nejvíce branek nasázel hned 14krát. Taktéž drží rekord pro nejvíce hattricků během jednoho ročníku Primera división, v sezóně 1993/1994 jich nasázel pět. Dvakrát byl nejlepším střelcem Ligy mistrů (či PMEZ), stejného úspěchu dosáhl i na Olympijských hrách 1988 a Poháru Konfederace 1997.
Roku 1994 mu byla udělena cena FIFA World Player of the Year, dále ocenění pro nejlepšího zahraničního hráče španělské ligy a byl zvolen nejlepším hráčem Mistrovství světa. Sezónu předtím byl pro změnu nejlepší v nizozemské Eredivisie. V roce 2000 byl nejlepším hráčem na Interkontinentálním poháru a za vydařenou sezónu si odnesl trofej pro nejlepšího hráče Brazilské ligy i celé Jižní Ameriky.
Pelé ho roku 2004 zařadil mezi 125 nejlepších žijících fotbalistů. Při největším internetovém hlasování si zajistil i místo v nejlepší jedenáctce historie Mistrovství světa a v anketách dvou největších sportovních katalánských deníků – Sport a El Mundo Deportivo – byl zvolen jako hlavní útočník ideální sestavy historie klubu FC Barcelona, totéž platí pro výběr nejlepší barcelonské jedenáctky dle serveru goal.com.
Cruijff v popisu Romária prohlásil: „Je nejlepší naprosto ve všem, jakoukoli vlastnost si vyberete. Génius pokutového území.“[zdroj?] Maradona, který si od Romária vytrpěl potupné jesličky na Maracaná, ujistil, že v jeho ideální jedenáctce by Baixinho určitě nechyběl. Pocty se mu uznalo i od Roberta Baggia, pro nějž je Romário jedním z nejlepších hráčů v historii, a Michaela Laudrupa. Dánský spoluhráč z let v Barceloně o Brazilci prohlásil, že byl jeho nejoblíbenějším útočným partnerem, neboť nikdo jiný nedokázal jeho přihrávky využít tak jako Romário.

## Úspěchy

### Klubové
CR Vasco da Gama
- Campeonato Carioca: 1987, 1988
- Campeonato Brasileiro Série A: 2000
- Copa Mercosur: 2000

PSV Eindhoven
- Eredivisie: 1988/89, 1990/91, 1991/92
- Nizozemský fotbalový pohár: 1989, 1990,
- Johan Cruijff Shield: 1992

FC Barcelona
- La Liga: 1993/94
- Supercopa de España: 1994
- Joan Gamper Trophy: 1994, 1995

Clube de Regatas do Flamengo
- Rio State Championship: 1995/96, 1998/99
- Taça Guanabara: 1995/96, 1998/99
- Taça Rio: 1995/96
- Conmebol Gold Cup: 1996
- Copa Mercosur: 1999
- Brazilian World Champions Cup: 1997

### Reprezentační
- 1x Mistrovství světa ve fotbale: 1994
- 1x Konfederační pohár FIFA: 1997
- 2x Copa América: 1989, 1997

### Individuální ocenění
- Nejlepší střelec Campeonato Carioca: 1986, 1987, 1996, 1997, 1998, 1999, 2000
- Nejlepší střelec Olympijských her: 1988
- Nejlepší střelec nizozemské ligy: 1989 – 19 gólů, 1990 – 23 gólů, 1991 – 25 gólů [4][5][6]
- Nejlepší střelec nizozemského poháru: 1989, 1990
- Nejlepší střelec Ligy mistrů/PMEZ: 1990, 1993
- Nejlepší střelec španělské ligy: 1994
- Nejlepší jihoamerický hráč španělské ligy (EFE trophy): 1994
- Nejlepší hráč Mistrovství světa: 1994
- Onze d'Or (Nejlepší hráč roku francouzského magazínu Onze Mondial): 1994
- Nejlepší střelec Konfederačního poháru: 1997
- Nejlepší střelec Torneio Rio-São Paulo: 1997, 2000
- Nejlepší střelec Brazilského poháru: 1998, 1999
- Nejlepší střelec Copa Mercosur: 1999, 2000
- Nejlepší střelec Brazilské ligy: 2000, 2001, 2005
- Nejlepší hráč finále Interkontinentálního poháru: 2000
- Bola de Prata (Placar): 2000
- Fotbalista roku (FIFA): 1994
- Fotbalista roku Jižní Ameriky: 2000 [7]
- nizozemský fotbalista roku (1984, 1986)[8][9]
- FIFA 100 [2]